# Беневан л'Абе
Беневан л'Абе (фр. Bénévent-l'Abbaye) насеље је и општина у централној Француској у региону Лимузен, у департману Крез која припада префектури Гере.
По подацима из 2011. године у општини је живело 841 становника, а густина насељености је износила 72,75 становника/km². Општина се простире на површини од 11,56 km². Налази се на средњој надморској висини од 500 метара (максималној 545 m, а минималној 402 m).
У селу се налази монументална средњевековна опатија Светог Вартоломеја.

## Демографија
| 1962. | 1968. | 1975. | 1982. | 1990. | 1999. | 2011. |
| ----- | ----- | ----- | ----- | ----- | ----- | ----- |
| 1.006 | 1.074 | 1.106 | 1.023 | 837   | 824   | 841   |

График промене броја становника у току последњих година